# Скачково
Скачково — деревня в Ярцевском районе Смоленской области России (ранее, до революции, село). Входит в состав Михейковского сельского поселения. Население — 24 жителя (2007 год). 
Расположена в центральной части области в 6 км к северу от Ярцева, в 7 км севернее автодороги М1 «Беларусь», на берегу реки Царевич. В 9 км юго-восточнее деревни расположена железнодорожная станция Милохово на линии Москва — Минск.

## История
В 18-19 веке село Скачково было центром Скачковской экономической волости.
В годы Великой Отечественной войны деревня была оккупирована гитлеровскими войсками в июле 1941 года, освобождена в сентябре 1943 года.